# Cirrhilabrus rubripinnis
Cirrhilabrus rubripinnis Randall & Carpenter, 1980 è un pesce d'acqua salata appartenente alla famiglia Labridae.

## Distribuzione e habitat
Proviene dalle barriere coralline dell'Indonesia e delle Filippine, nell'oceano Pacifico. Nuota intorno ai 30 m di profondità, in zone ricche di coralli dove la corrente è abbastanza intensa.

## Descrizione
Presenta un corpo compresso lateralmente, allungato. Le femmine sono meno colorate dei maschi, ma le differenze tra i generi e quelle tra giovani e adulti non sono così evidenti come in altre specie del genere Cirrhilabrus. Il corpo è arancione, il ventre bianco. Nei maschi, la pinna dorsale e la pinna anale sono ampie, alte, rosse bordate di azzurro. La prima è più lunga. Le pinne pelviche sono molto allungate, la pinna caudale ha il margine arrotondato. La lunghezza massima registrata è di 9,1 cm.

## Biologia

### Comportamento
Solitamente nuota in banchi composti da pochi esemplari femminili ed un solo maschio adulto.

### Alimentazione
Si nutre di invertebrati marini, soprattutto crostacei.

## Conservazione
Questa specie viene classificata come "a rischio minimo" (LC) dalla lista rossa IUCN perché a parte la cattura per l'acquariofilia, comunque non così frequente da essere una vera minaccia, per essa non esistono pericoli.